# Gabriel García Márquez

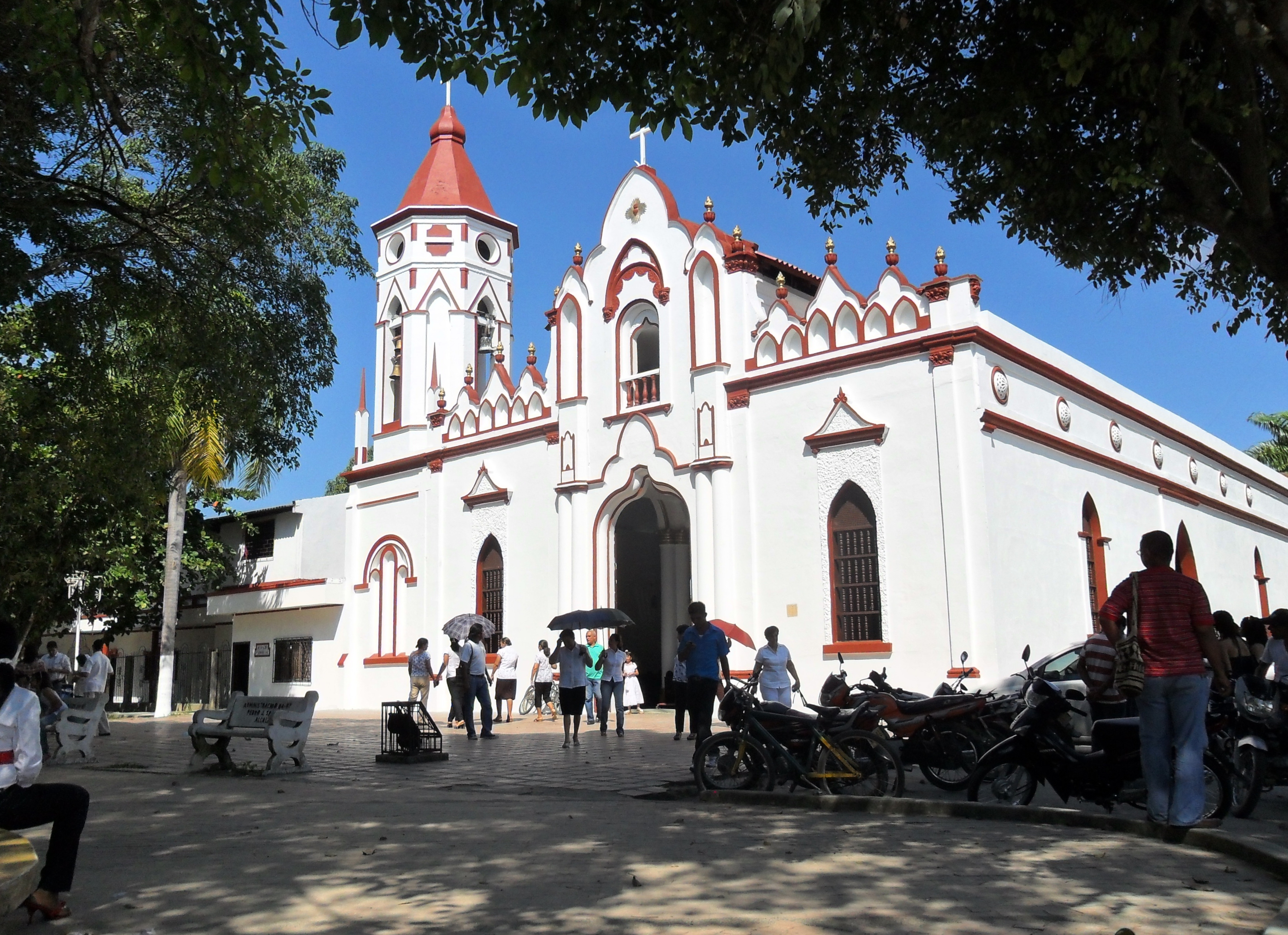
Aracatacai Szent József-templom, ahol Gabriel García Márquez megkeresztelkedett

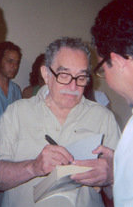
Gabriel García Márquez Havannában dedikál egy példányt a Száz év magány című regényéből

Gabriel García Márquez (Aracataca, 1927. március 6. – Mexikóváros, 2014. április 17.), teljes nevén Gabriel José de la Concordia García Márquez Nobel-díjas kolumbiai író, újságíró, kiadó és politikai aktivista. Élete legnagyobb részét Mexikóban és Európában töltötte.
Gyakran a mágikus realizmus leghíresebb írójának nevezik, és írásainak nagy része erősen kötődik is ehhez a stílushoz, de túl változatosak ahhoz, hogy művei összességükben könnyen beskatulyázhatóak legyenek.

## Családja
Gabriel García Márquez 1927. március 6-án született Aracatacában Gabriel Eligio García és Luisa Santiaga Márquez gyermekeként. Édesapja távírász volt. Sokáig anyai nagyszülei és nagynénjei nevelték egyedüli gyermekként, mivel szülei 5 éves korában Sucrébe költöztek. Édesapja itt gyógyszertárat nyitott, édesanyja pedig további 10 gyermeknek adott életet.
Nagyszülei kiemelkedő személyiségek voltak, amelynek hatása megmutatkozott Márquez későbbi irodalmi Nobel-díjas tevékenységében is. Nicolás Márquez ezredes, az ezer napos háború (1899-1902) veteránja, sokat mesélt neki az ifjúságáról és a 19. századi polgárháborúkról. Emellett cirkuszba és filmszínházba is járt vele. Nagyanyja Tranquilina Iguarán, akinek problémái voltak a látásával, szintén sokat mesélt neki. Emellett mágikus látomásai is voltak.
1958-ban vette feleségül Mercedes Raquel Barcha Pardót (1932–2020). Feleségét annak 13 éves korától ismerte, akkor hűséget fogadtak egymásnak. A házasság 14 évvel később köttetett. Két gyermekük született: Rodrigo García Barcha és Gonzalo García Barcha.
| Nagyszülők                                | Szülők                                     | Testvérek és feleségek                                               | Gyermekek                    |
| ----------------------------------------- | ------------------------------------------ | -------------------------------------------------------------------- | ---------------------------- |
| Gabriel Martínez Garrido (?)              | Gabriel Eligio García (1901–1984)          | Gabriel García Márquez (1927) oo Mercedes Raquel Barcha Pardo (1931) | Rodrigo García Barcha (1959) |
| Gabriel Martínez Garrido (?)              | Gabriel Eligio García (1901–1984)          | Gabriel García Márquez (1927) oo Mercedes Raquel Barcha Pardo (1931) | Gonzalo García Barcha (1962) |
| Gabriel Martínez Garrido (?)              | Gabriel Eligio García (1901–1984)          | Luis Enrique García Márquez (1928)                                   |                              |
| Argemira García Paternina (1887?-1950)    | Gabriel Eligio García (1901–1984)          | Margarita García Márquez (1929)                                      |                              |
| Argemira García Paternina (1887?-1950)    | Gabriel Eligio García (1901–1984)          | Aida Rosa García Márquez (1933)                                      |                              |
| Argemira García Paternina (1887?-1950)    | Gabriel Eligio García (1901–1984)          | Ligia García Márquez (1934)                                          |                              |
| Nicolás Ricardo Márquez Mejía (1864–1937) | Luisa Santiaga Márquez Iguarán (1905–2002) | Gustavo García Márquez (1935)                                        |                              |
| Nicolás Ricardo Márquez Mejía (1864–1937) | Luisa Santiaga Márquez Iguarán (1905–2002) | Rita del Carmen García Márquez (1938)                                |                              |
| Nicolás Ricardo Márquez Mejía (1864–1937) | Luisa Santiaga Márquez Iguarán (1905–2002) | Jaime García Márquez (1940)                                          |                              |
| Tranquilina Iguarán Cotes (1863–1947)     | Luisa Santiaga Márquez Iguarán (1905–2002) | Hernando García Márquez (1943)                                       |                              |
| Tranquilina Iguarán Cotes (1863–1947)     | Luisa Santiaga Márquez Iguarán (1905–2002) | Alfredo Ricardo García Márquez (1946)                                |                              |
| Tranquilina Iguarán Cotes (1863–1947)     | Luisa Santiaga Márquez Iguarán (1905–2002) | Eligio Gabriel García Márquez (1947)                                 |                              |

Jelölés: oo – esküvő (két gyűrű)

## Élete
Kezdetben a kolumbiai napilap, az El Espectador riportereként dolgozott, később külföldi tudósítóként Rómában, Párizsban, Barcelonában, Caracasban és New Yorkban.
Az ötvenes években kezdett el publikálni, korai írásaiban Faulkner hatásai mutathatóak ki. Első figyelmet érdemlő munkája az Egy hajótörött története volt, amelyet 1955-ben cikksorozatként jelentetett meg. Ebben egy, a kormányzat által dicsőségesnek beállított hajótörés valódi, dicstelen történetét mutatta be. Ezzel kezdődött külföldi tudósítói karrierje is, mivel Kolumbiában nem volt többé biztonságban. A történetet 1970-ben könyv formájában is kiadta, és sokan regénynek tekintik.
Több munkáját egyaránt nevezték fikciósnak és nemfikciósnak is, különösen az 1981-ben megjelent Egy előre bejelentett gyilkosság krónikáját, amely egy vérbosszú újságokban is megjelent történetét meséli el, és a Szerelem a kolera idejént, ami szülei szerelméről szól. Ezeken kívül több műve is a „García Márquez-világegyetemben” játszódik, több könyvben is felbukkanó szereplőkkel, eseményekkel és településekkel.
Meghatározóak voltak gyermekkori élményei; ez több regényében visszatérő motívum. Humora Dickenséhez hasonlítható. Fantasztikuma, képzelőereje és iróniája beleillik a sajátos latin-amerikai légkörbe, a maga teremtette Macondo „mikrotársadalmába”, ahol több regénye is játszódik. A fantázia szárnyalása a hódító lovagok eldorádója óta nem ismeretlen ezen a kontinensen. Érdekes García Márquez humanizmusa: még a kevésbé pozitív, sőt kifejezetten negatív alakoktól sem tudja megtagadni a rokonszenvet és az együttérzést.
Leghíresebb regénye, a Száz év magány 1967-ben jelent meg, (magyarul 1971-ben Székács Vera fordításában, aki a legtöbb könyvét fordította magyarra), és több mint tízmillió példányban kelt el. Egy elzárt dél-amerikai falu életét meséli el, ahol a furcsa események közhelyszámba mennek. Vannak benne varázslatosan valódi elemek, de ennél fontosabb az idő és elzártság természetének filozófiai visszatükrözése, illetve hiányoznak belőle a népmesei elemek, ami pedig a mágikus realizmus előfeltétele. Nem minden furcsa és megmagyarázhatatlan folklorikus: néha egyszerűen ilyen az élet.
A regény nem pusztán a mágikus realizmus megújítása miatt érdemel figyelmet, hanem mert különösen szép módon használja a spanyol nyelvet. A műelemzések gyakran figyelmen kívül hagyják azt is, hogy a könyv igazi epikus mű, ami egy bonyolult és nagy család sok évtizedes történetét mutatja be.
García Márquez 1982-ben megkapta az Irodalmi Nobel-díjat regényeiért és novelláiért.
2002-ben adta ki önéletrajzi könyvét, a Vivir para contarla, egy háromkötetesre tervezett mű első részét. Ez magyarul Azért élek, hogy elmeséljem az életemet címmel 2003-ban a Magvető Könyvkiadónál jelent meg, Székács Vera fordításában.
García Márquez híres volt Fidel Castróhoz kötődő barátságáról, és arról, hogy – különösen az 1960-as, 1970-es években – többször biztosította együttérzéséről néhány latin-amerikai lázadó csoportot. Ezenkívül erős kritikával illette a kolumbiai kormányzatot, de nem támogatta nyilvánosan a hazájában működő gerillacsoportokat.

## Művei
- 1955 – Söpredék (La hojarasca)
- 1961 – Az ezredes úrnak nincs, aki írjon (El coronel no tiene quien le escriba)
- 1962 – Mamá Grande temetése (Los funerales de la Mamá Grande)
- 1962 – Egy kék kutya szemei (Ojos de perro azul)
- 1962 – Baljós óra (La mala hora)
- 1967 – Száz év magány (Cien años de soledad)
- 1970 – Egy hajótörött története (Relato de un náufrago)
- 1972 – Hihetetlen és szomorú történet az ártatlan Eréndiráról és lelketlen nagyanyjáról (La increíble y triste historia de la cándida Eréndira y de su abuela desalmada)[6]
- 1975 – A pátriárka alkonya (El otoño del patriarca)
- 1981 – Egy előre bejelentett gyilkosság krónikája (Crónica de una muerte anunciada)
- 1985 – Szerelem a kolera idején (El amor en los tiempos del cólera)
- 1986 – Titokban Chilében (Clandestine in Chile)
- 1989 – A tábornok útvesztője (El general en su laberinto)
- 1992 – Tizenkét vándor novella (Doce cuentos peregrinos)
- 1994 – A szerelemről és más démonokról (Del amor y otros demonios)
- 1996 – Egy emberrablás története (Noticia de un secuestro)
- 2002 – Azért élek, hogy elmeséljem az életemet (Vivir para contarla)
- 2004 – Bánatos kurváim emlékezete (Memoria de mis putas tristes)
- 2024 – Találkozunk augusztusban

## Magyarul
- Száz év magány. Regény; ford. Székács Vera, bev. Kulin Katalin; Magvető, Budapest, 1971 (Világkönyvtár)
- Baljós óra / Söpredék / Az ezredes úrnak nincs, aki írjon. Kisregények; ford. Benczik Vilmos, Scholz László, Hargitai György; Európa, Budapest, 1975 (Európa zsebkönyvek)
- A bölömbikák éjszakája. Elbeszélések; ford. Benczik Vilmos et al., vál., szerk., utószó Benczik Vilmos; Kozmosz Könyvek, Budapest, 1977
- A pátriárka alkonya; ford. Dely István; Magvető, Budapest, 1978 (Világkönyvtár)
- Egy előre bejelentett gyilkosság krónikája; ford. Székács Vera; Magvető, Budapest, 1982 (Rakéta Regénytár)
- Titokban Chilében. Riport egy filmforgatásról; ford. Dobos Éva; Kossuth, Budapest, 1987
- Szerelem a kolera idején; ford. Székács Vera; Magvető, Budapest, 1990
- A tábornok útvesztője; ford. Tomcsányi Zsuzsanna; Magvető, Budapest, 1992
- Macondóban hull az eső. Elbeszélések; vál. Pál Ferenc, ford. Benczik Vilmos et al.; Európa, Budapest, 1992
- A szerelemről és más démonokról; ford. Székács Vera; Magvető, Budapest, 1995
- Egy hajótörött története; ford. Xantus Judit; Magvető, Budapest, 1996
- Plinio Apuleyo Mendoza–Gabriel García Márquezː A guajava illata; ford. Dobos Éva; Magvető, Budapest, 1997
- Egy emberrablás története; ford. Székács Vera; Magvető, Budapest, 1997
- Tizenkét vándor novella; ford. Egry Katalin et al.; Pesti Szalon–Marfa-Mediterrán, Budapest, 1998
- Azért élek, hogy elmeséljem az életemet; ford. Székács Vera; Magvető, Budapest, 2003
- Bánatos kurváim emlékezete; ford. Székács Vera; Magvető, Budapest, 2005
- A világ, ahogy Gabriel García Márquez látja. Piedad Bonnett válogatása; ford. Székács Vera; Magvető, Budapest, 2006
- Nem azért jöttem, hogy beszédet mondjak; ford. Székács Vera; Magvető, Budapest, 2011
- Utazás Kelet-Európában, 1957; ford. Székács Vera, Scholz László; Magvető, Budapest, 2017
- Az évszázad botránya. Publicisztikai írások, 1950–1984; szerk. Cristóbal Pera, ford. Scholz László; Magvető, Budapest, 2020
- A világ legszebb vízihullája. Válogatott novellák; ford. Benczik Vilmos et al.; Magvető, Budapest, 2021
- Találkozunk augusztusban [öt rövid történet]; ford. Scholz László; Magvető, Budapest, 2024

## Díjak
- Irodalmi Nobel-díj (1982)
- Neustadt Nemzetközi Irodalmi Díj (1972)

## Érdekesség
Gabriel García Márquez Vámos Miklós szeretett, kedves írója. Vámos egyik regényében (Márkez meg én) Budapestre látogat a Nobel-díjas író, hogy – a fiktív történetben – találkozzon és elbeszélgessen a szerző könyvbéli alteregójával, Mákos Tibor mesterszakáccsal.